# Eli Yishai
Eliyahu (Eli) Yishai (Hebreeuws: אליהו ישי) (Jeruzalem, 26 december 1962) is een Israëlische politicus. Hij was partijvoorzitter van Shas (een middelgrote en niet-zionistische politieke partij, gegrondvest op Sefardisch-charedisch jodendom) en minister van Binnenlandse Zaken en gevolmachtigd vicepremier binnen het kabinet-Netanyahu II. Sinds 15 december 2014 is hij politiek leider van de door hem op die datum opgerichte Yachad (een (extreem)rechtse politieke partij).

## Jeugd
Yishai werd op 26 december 1962 in Jeruzalem geboren als zoon van Joodse immigranten uit Tunis, Tunesië. Yishai diende in het Israëlische leger en studeerde aan twee jesjiva's, de Jesjiewa Hanegev en de Jesjiewa Porat Yosef.

## Carrière
Zijn politieke loopbaan begon in 1987 toen hij lid werd van de gemeenteraad van Jeruzalem. Hij bleef raadslid tot 1988. Van 1990 tot 1996 was hij secretaris-generaal van Shas en van 1994 tot 1996 directeur-generaal van El Hama'ayan, een aan Shas verbonden opleidingsinstituut. In 1999 volgde hij Aryeh Deri op als partijvoorzitter nadat deze vanwege omkoping tot gevangenisstraf was veroordeeld. Ook richtte hij twee organisatie op, de Bnei Hail Jeugd Beweging en de vrouwenorganisatie Margelot Em Beyisrael.
In 1996 werd hij in de Knesset verkozen, waarin hij tot eind maart 2015 zitting had. In de Knesset was hij dikwijls lid van de commissie voor Buitenlandse Zaken en Defensie.
Yishai was al een paar keer eerder minister, van 1996 tot 2000 van Arbeid en Sociale Zaken (onder de premiers Benjamin Netanyahu en Ehud Barak, Yishai trok zich voor de afloop van zijn ambtstermijn terug), van 2001 tot 2003 (voor de eerste keer) van Binnenlandse Zaken (onder premier Ariel Sharon) en vervolgens van 2006 tot 2009 van Industrie, Handel en Arbeid (onder premier Ehud Olmert).
Hij is een aantal malen met in het oog springende uitspraken in het nieuws gekomen. Zo verkondigde hij in februari 2006 op het televisiekanaal van de Knesset dat homoseksualiteit een medisch probleem zou zijn dat dienovereenkomstig behandeld zou moeten worden. En in februari 2009 schreef hij een brief aan premier Ehud Olmert waarin hij voorstelde om Joodse Israëli's die om politiek gemotiveerde misdaden in de gevangenis zitten, gratie te verlenen, zoals de Israëlische staat Palestijnen die om soortgelijke redenen vastzitten, vrijlaat en naar de Palestijnse Gebieden laat vertrekken.
Na eind 2014 uit Shas te zijn gestapt nam Yishai als lijsttrekker van de combinatie Yachad - Otzma Yehudit deel aan de parlementsverkiezingen van 2015 maar de combinatie wist de verhoogde kiesdrempel van 3,25 procent net niet te bereiken.

## Persoonlijk leven
Eli Yishai is getrouwd en heeft vijf kinderen. Hij is woonachtig te Jeruzalem.

## Overzicht politieke loopbaan
Interne politieke functies (binnen Shas):
- Secretaris-generaal:
  - 1990-1996
- Partijvoorzitter:
  - 1999-2013

Externe politieke functies:
- Gemeenteraadslid van Jeruzalem:
  - 1987-1988
- Knessetlid: 
  - 17 juni 1996 - 30 maart 2015 (14e, 15e, 16e, 17e, 18e en 19e Knesset)
- Gevolmachtigd vicepremier:
  - 7 maart 2001 - 23 mei 2002 (29e regering)
  - 3 juni 2002 - 28 februari 2003 (29e regering)
  - 4 mei 2006 - 31 maart 2009 (31e regering)
  - 31 maart 2009 - 18 maart 2013 (32e regering)
- Voor zijn ministeriële functies, zie het sjabloon.